# Frau zu verschenken
Frau zu verschenken (Originaltitel: Préparez vos mouchoirs) ist eine französisch-belgische Filmkomödie des Regisseurs Bertrand Blier aus dem Jahr 1978.

## Handlung
Die Ehe zwischen Raoul und Solange ist nicht sonderlich glücklich. Obwohl sich Solange Nachwuchs wünscht, sind die beiden bisher kinderlos geblieben. Raoul denkt, Solange sei mit ihm unzufrieden und sie brauche Abwechslung. So macht er sich auf die Suche nach einem Liebhaber für sie. Er trifft in einem Café auf Stéphane, der ihnen auch beiden zusagt und in die folgende Ménage à trois einwilligt. Zwar geht Solange nun auch mit Stéphane ins Bett, doch die Situation ändert sich nicht. Damit Solange Kontakt zu Kindern bekommt, fahren die drei als Betreuer in ein Kinderferiencamp. Dort werden sie auf den 13 Jahre alten Christian aufmerksam. Der hochintelligente Junge stammt aus einer sehr wohlhabenden Familie und wird von seinen Altersgenossen ausgegrenzt und gequält. Solange entwickelt bald mehr als nur freundschaftliche Gefühle für den Halbwüchsigen. 
Eines Nachts besucht Christian sie in ihrem Zimmer, das sie während des Camps allein bewohnt, und wider besseres Wissen schläft Solange mit Christian. Sie findet bei dem heranwachsenden Jungen unabhängig von rein sexueller Erfüllung das, was die beiden Männer ihr nicht zu geben vermochten. Gemeinsam entführen sie den Jungen nach den Ferien aus seinem Internat. Das ungleiche Paar erwartet sogar Nachwuchs, und Solange verbringt die Zeit bis zur Geburt als Hausmädchen in der Familienvilla Christians. 
Nachdem Christians Mutter bei dem Versuch, ihren Sohn aus den Händen der vermeintlichen Entführer zu befreien, einen Autounfall erlitten und dabei ihr Gedächtnis verloren hat, beginnt sie mit einem anderen Mann ein neues Leben. Daraufhin kränkelt der Direktor und Vater von Christian so sehr, dass dieser trotz seiner Jugend die Leitung des Unternehmens zeitweilig mitübernehmen muss. Raoul und Stéphane geraten wegen der Entführung und anderer Zusammenhänge in die Mühlen der Justiz und verbüßen eine vorübergehende Haftstrafe. Danach beschließen sie, fortan allein zu bleiben.

## Kritik
Der film-dienst bezeichnete Frau zu verschenken als eine „geschmackvoll und liebevoll inszenierte erotische Komödie mit hohem Unterhaltungswert“. Cinema sprach von einem „unbekümmert naiv-gewagt[en] Werk“ und zog das Fazit: „Spritzig und satirisch: drei sind keiner zu viel.“

## Auszeichnungen
- 1979: Oscar in der Kategorie Bester fremdsprachiger Film
- 1979: César in der Kategorie Beste Filmmusik
- 1979: National Society of Film Critics Award in der Kategorie Bester Film

## Synchronisation
| Rolle     | Darsteller       | Synchronsprecher |
| --------- | ---------------- | ---------------- |
| Raoul     | Gérard Depardieu | Wolfgang Pampel  |
| Solange   | Carole Laure     | Liane Rudolph    |
| Stéphane  | Patrick Dewaere  | Frank Glaubrecht |
| Nachbar   | Michel Serrault  | Joachim Röcker   |
| Christian | Riton Liebman    | Andreas Fröhlich |